# فوت کوزه‌گری
اصطلاح فوت کوزه‌گری در واقع یکی از امثال و حکم (ضرب‌المثل‌ها) است و در اشاره به کسی به کار می‌رود که همه چیز را برای انجام کاری می‌داند به جز یک نکته مهم و نهایی. یا به عبارت ساده‌تر یعنی همه چیز می‌داند ولی نکته مهم را نمی‌داند.